# Öttevény
Öttevény là một thị trấn thuộc hạt Győr-Moson-Sopron, Hungary. Thị trấn này có diện tích 23,67 km², dân số năm 2010 là 2874 người, mật độ 121 người/km².